# Vindruvan 10

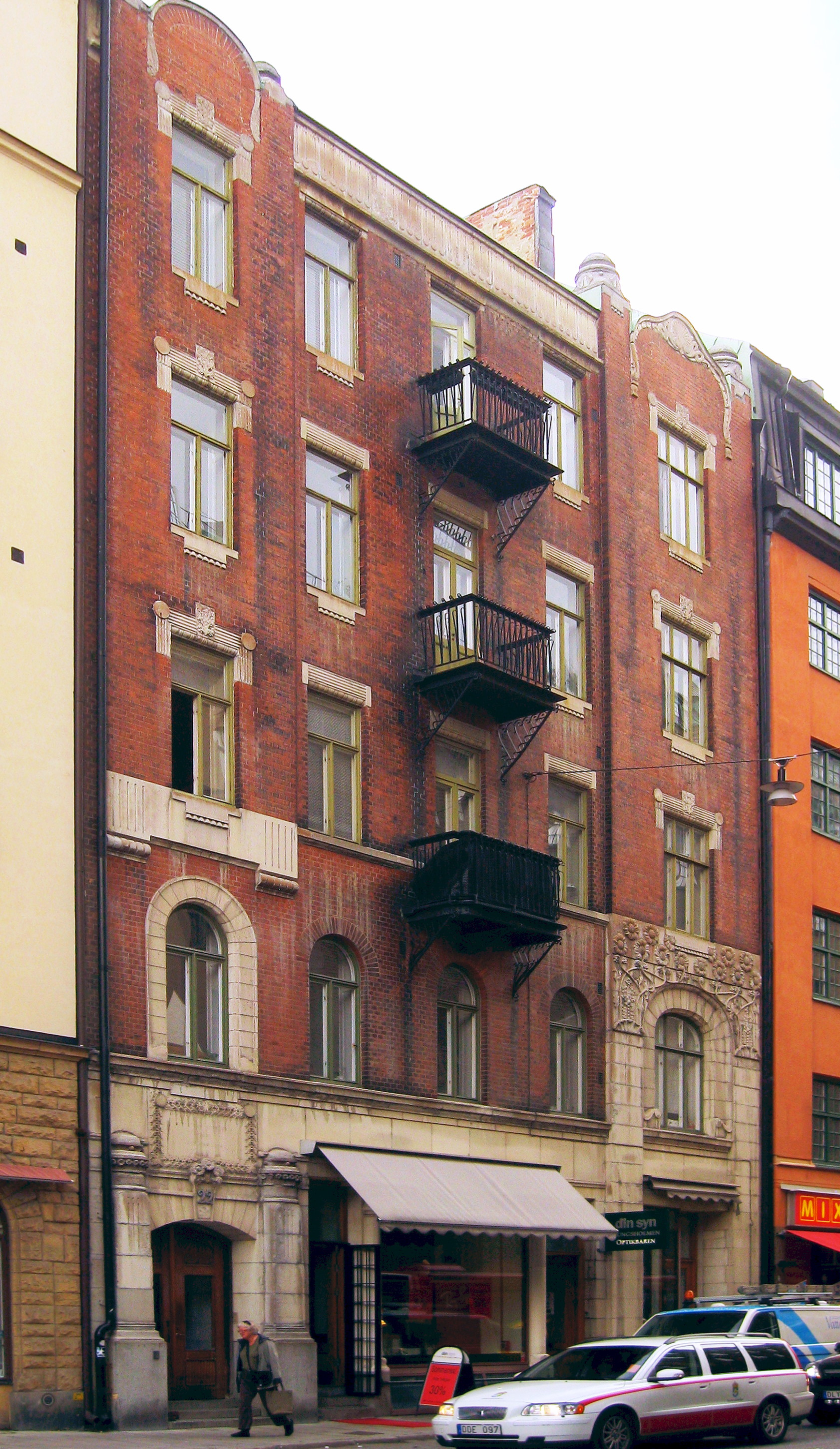
Vindruvan 10, 2011

Vindruvan 10 är en fastighet i kvarteret Vindruvan vid Hantverkargatan 22 på Kungsholmen i Stockholm. Byggnaden är sedan 1991 ett lagskyddat byggnadsminne och har även av Stadsmuseet i Stockholm blivit blåmarkerat, vilket är den högsta klassen.

## Historik
Gathuset uppfördes 1900-1901 på uppdrag av byggherren och byggmästaren Johan Gottfrid Thorén som anlitade arkitektkontoret Dorph & Höög att gestalta byggnaden. Huset anses vara ett bra exempel för Wienerjugend. Det är uppfört i fem våningar med butiker i bottenplan och en våningslägenhet på fem rum och kök plus jungfrukammare på varje plan samt vind med vindskontor. Thorén flyttade själv in i en av våningarna. Gatufasaden är utförd i rött tegel med kalkstensdekor föreställande bland annat solrosor. 
Husets har av arkitekturhistorikern Fredric Bedoire beskrivits som ett "plagiat". Dess disposition visar stora likheter med ett hus i Prag, ritat av Otto Wagners elev Jan Kotěra. Hans byggnad förverkligades dock först tio år senare. Trapphusets stuckdekor med rader av bladsmyckade ringar och randmönster är inspirerad av Otto Wagners dekor på Köstlergasse 3 i Wien.

## Bilder, fasaddetaljer

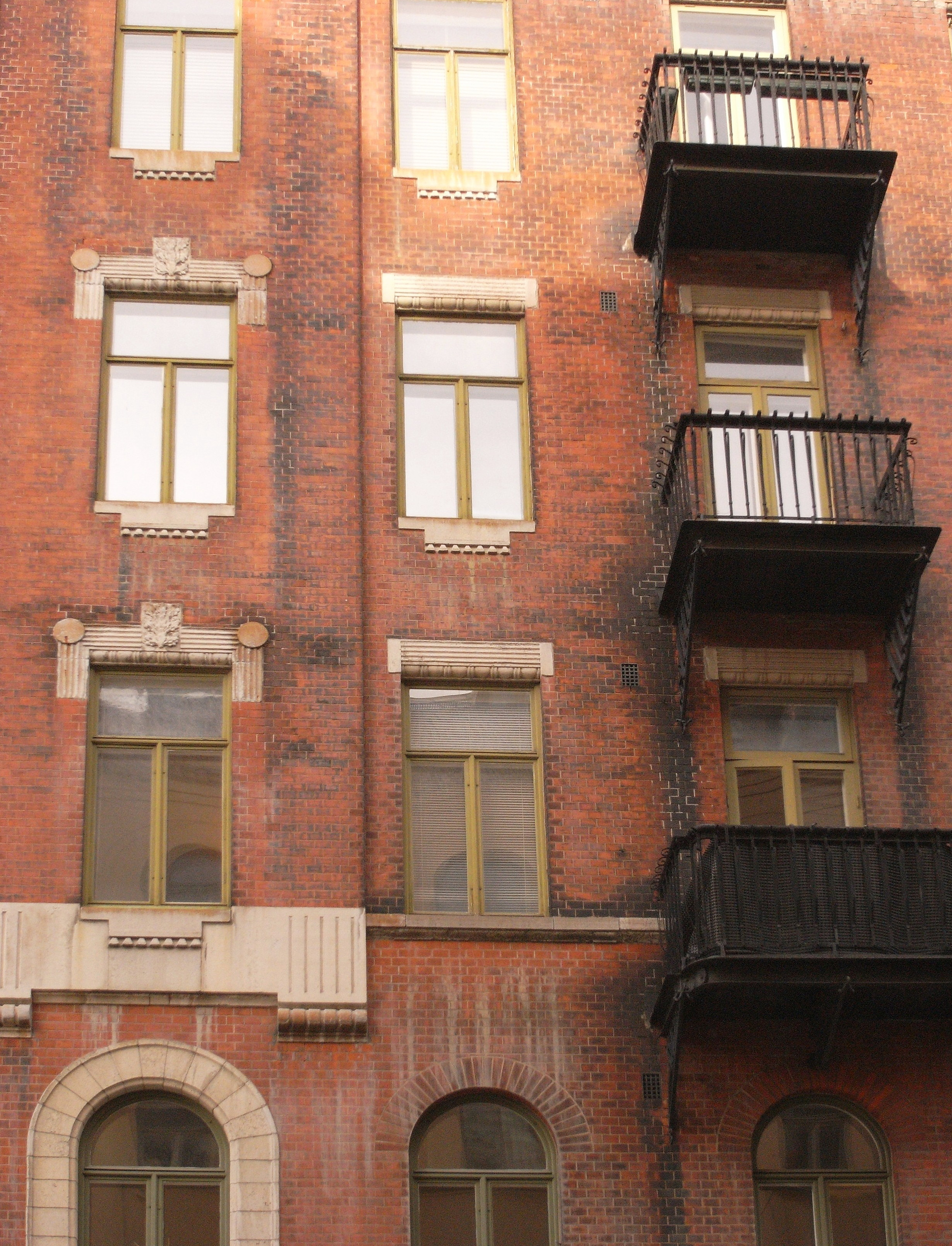
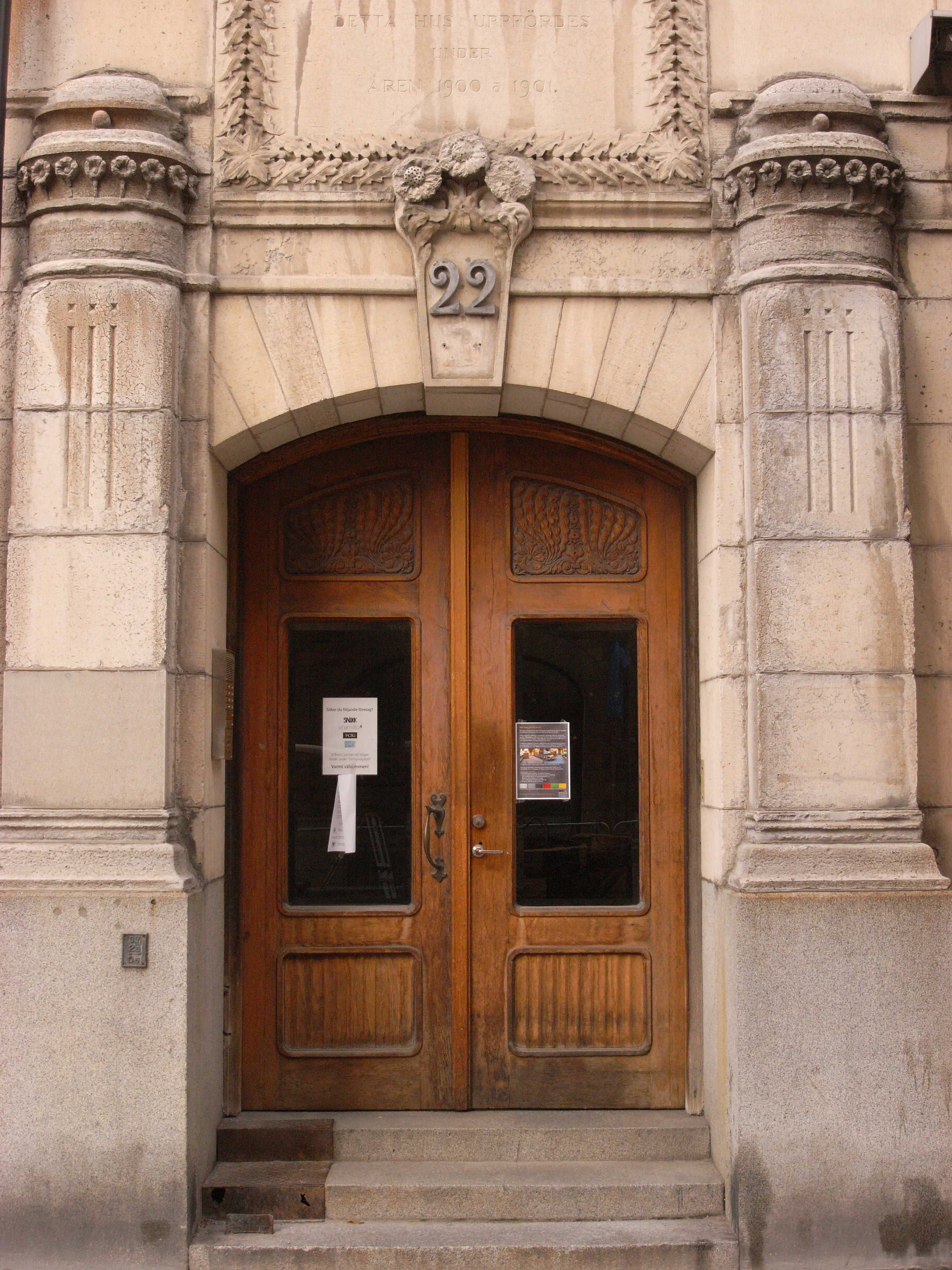
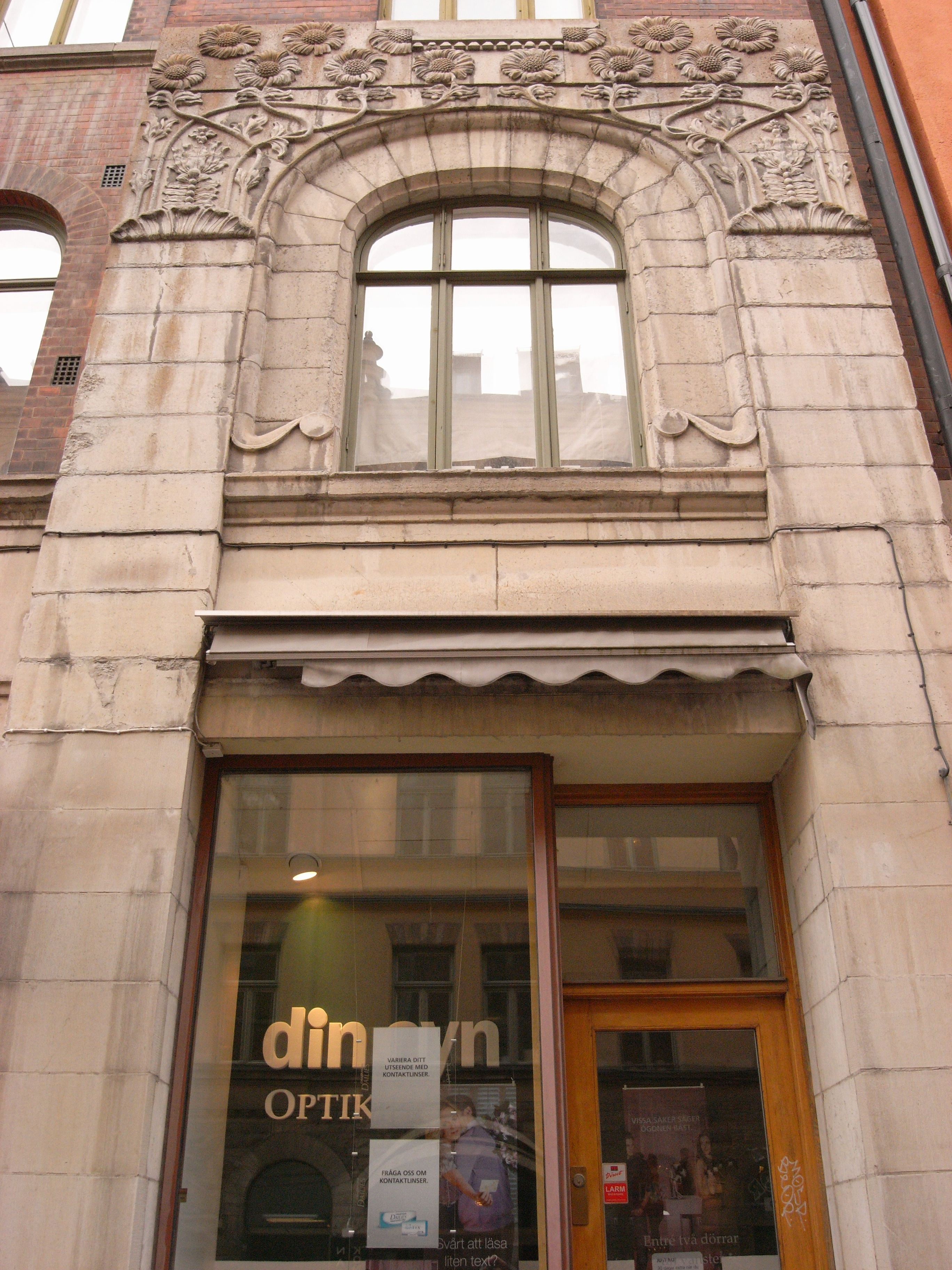
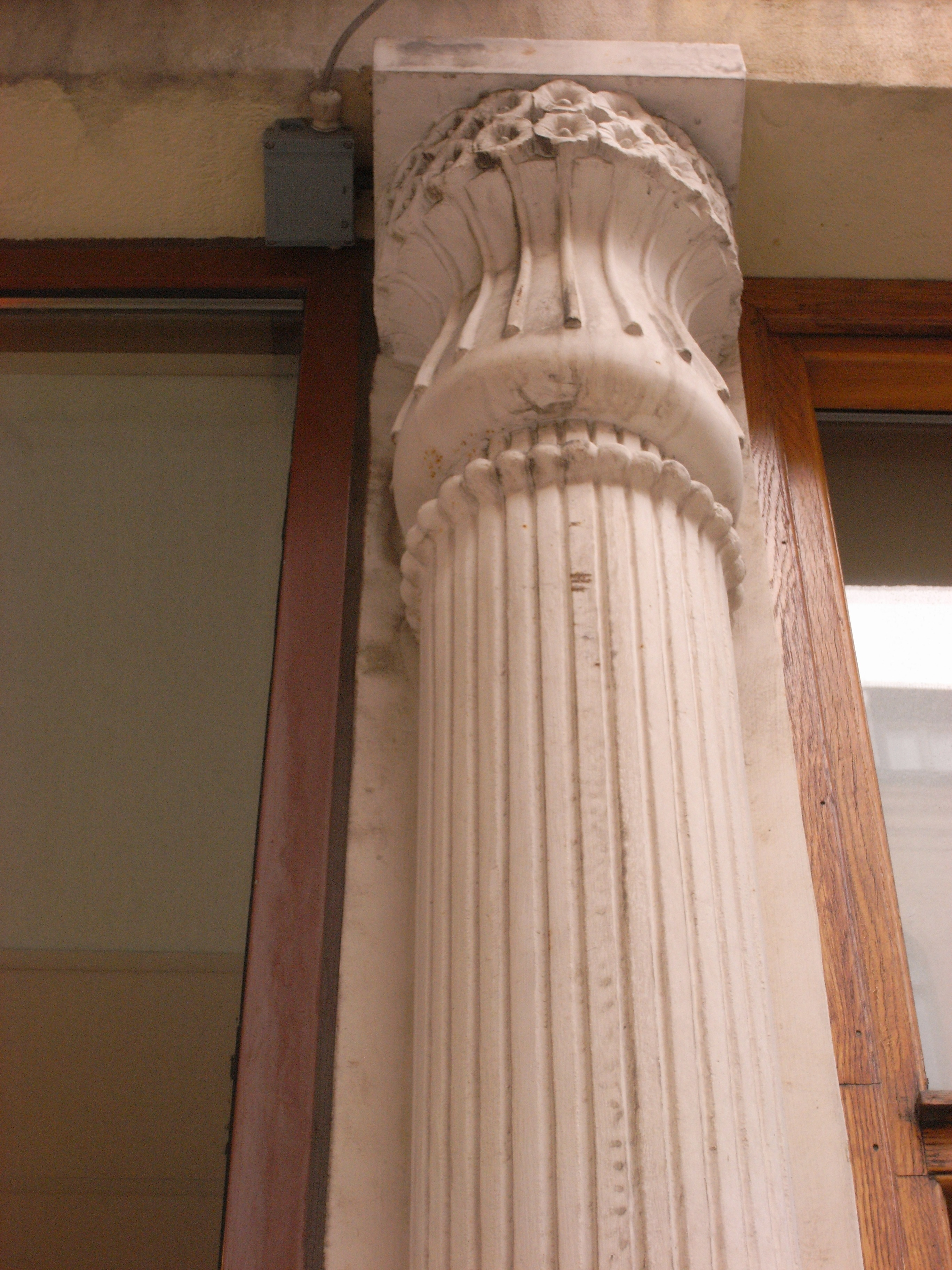
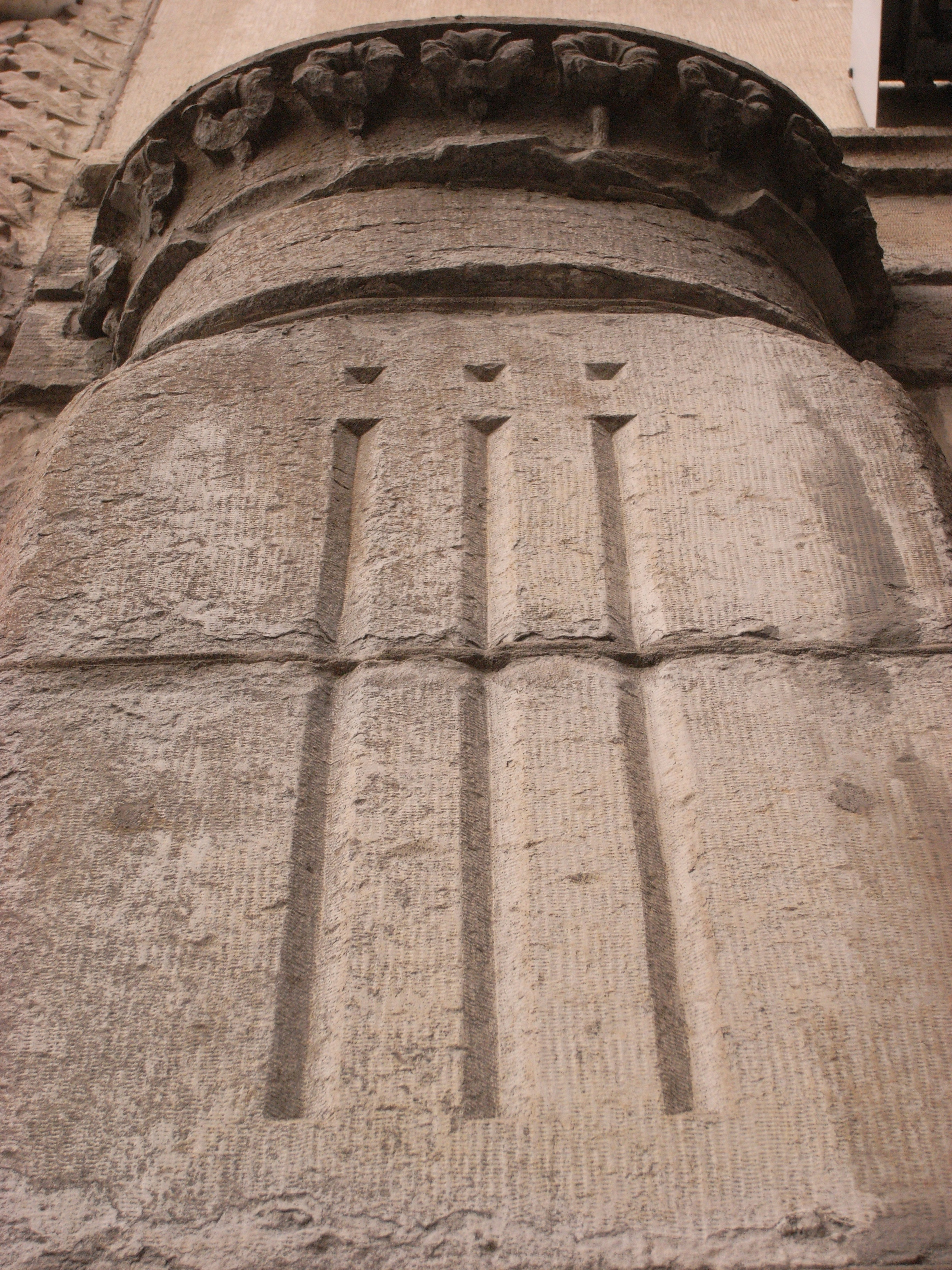
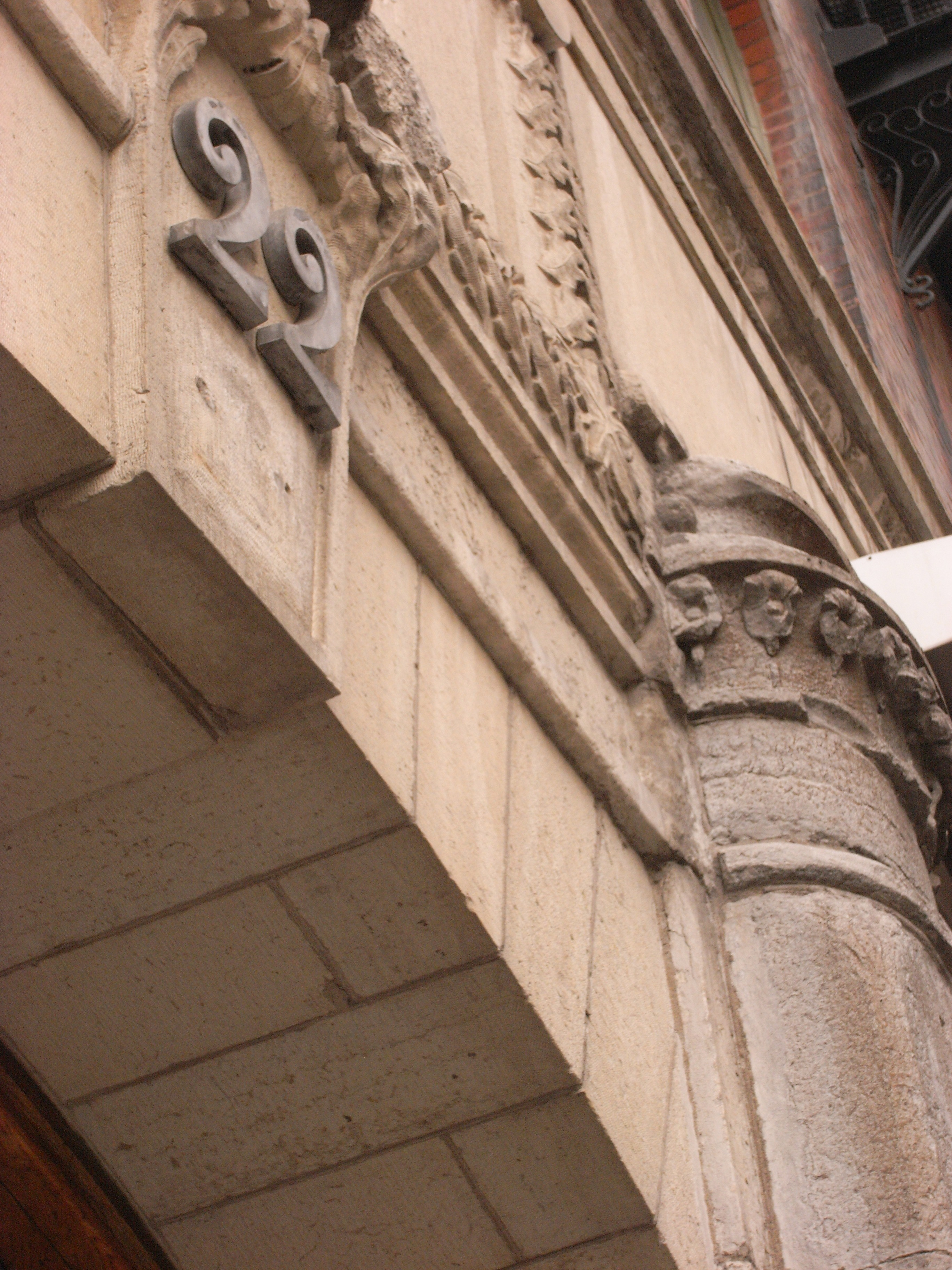